# 明星路駅
明星路駅（めいせいろえき）は、中華人民共和国浙江省杭州市蕭山区建設三路と明星路の交差点に位置する杭州地下鉄7号線の駅である。将来的には15号線との乗換駅になる予定となっている。

## 歴史
- 2020年12月30日：開業[2]。

## 駅構造
島式ホーム1面2線を有する地下駅。駅の興議方には上下線をつなぐ片渡り線が設置されている。

### のりば

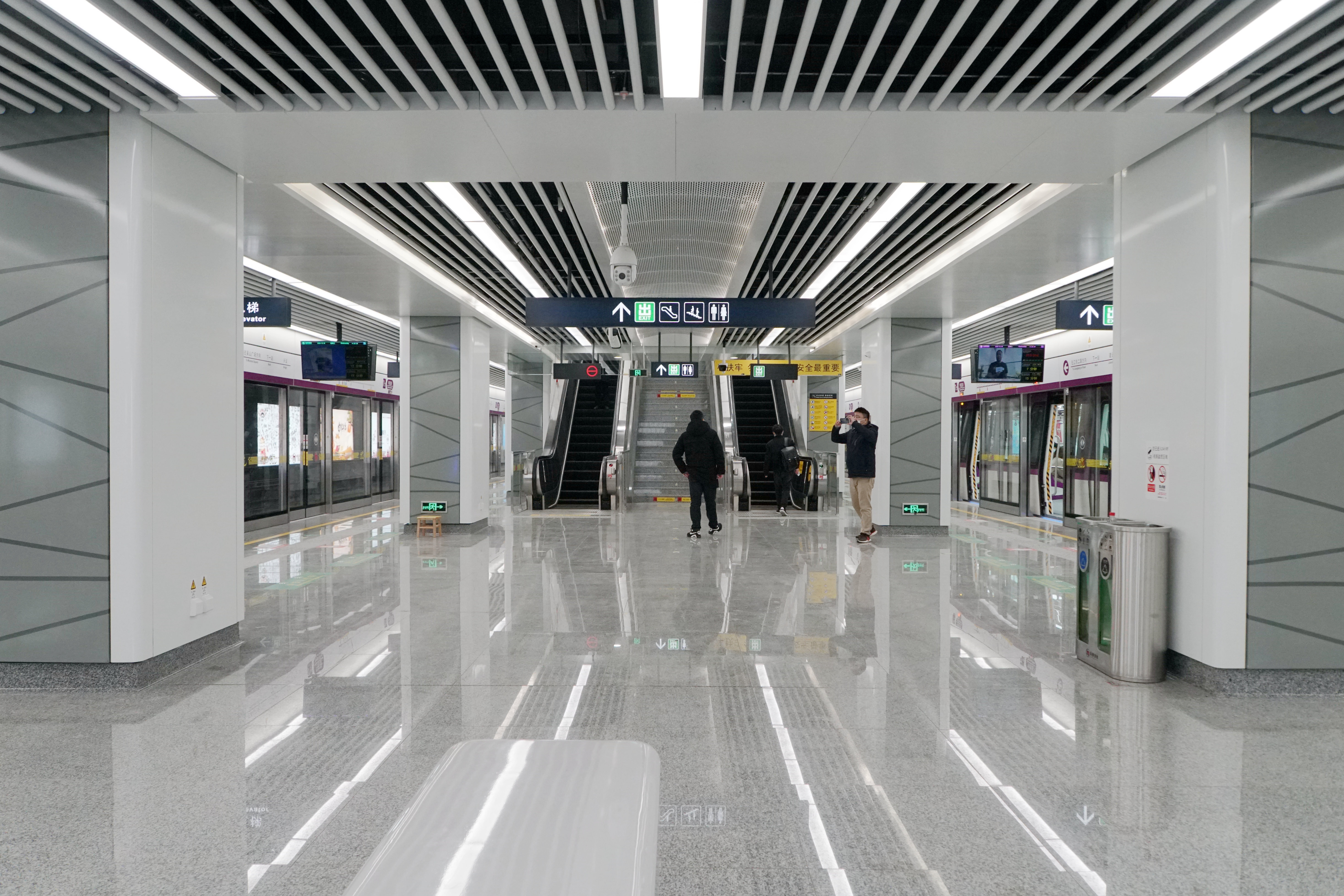
ホーム

| 路線    | 方向 | 行先                       |
| ------- | ---- | -------------------------- |
| ■ 7号線 | 下り | 呉山広場方面               |
| ■ 7号線 | 上り | 蕭山国際機場・江東二路方面 |

（出典：站内空间示意图）
- ホーム

## 駅周辺
- 楽創城 - B出入口直結
- 信息港公園
- 杭州裕隆ビル
- 永盛ビル
- 華瀾微ビル
- 霊康ビル
- 杭州湾信息港
- 杭州海関技術中心
- P+R社会駐車場
- 浙江大学医学部附属第二病院（中国語版）博奧キャンパス
- 霞飛郡府

## 隣の駅
杭州地下鉄
■ 7号線
興議駅 - 明星路駅 - 建設三路駅
■ 15号線（事業中）
建設一路西駅（仮） - 明星路駅 - 豊二駅（仮）